# Poteri universali

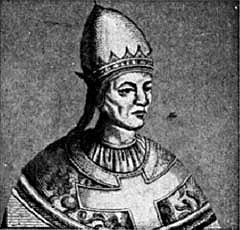
Gregorio VII

Con il termine poteri universali si definiscono il Papato ed il Sacro Romano Impero bassomedievali, le due massime autorità politiche e spirituali dell'epoca. Si definivano universali poiché volevano essere le guide politiche, morali e spirituali dell'intera Cristianità medievale e ritenevano ogni altro potere subordinato al proprio.
Questi due poteri, a partire dal Dictatus Papae di papa Gregorio VII (1075), furono sempre in aperto conflitto per ottenere il primato assoluto ed il teatro dello scontro fu quasi sempre la penisola italiana. La lotta si protrasse per circa duecento anni, ma, alla fine, la costituzione delle forti monarchie nazionali e la crisi del Sacro Romano Impero portarono ad un drastico indebolimento di entrambe le parti.
L'ultimo sogno universalistico, riportato in auge da Carlo V d'Asburgo in età rinascimentale, si infranse davanti alla divisione dell'impero ed all'accanita opposizione del più potente dei nuovi stati nazionali, il Regno di Francia. Contemporaneamente, la supremazia del papato fu messa in discussione dalla Riforma Protestante.

## Il Sacro Romano Impero
Il termine Sacro Romano Impero fu coniato all'epoca di Federico Barbarossa e si riferisce a quell'organismo politico nato idealmente all'epoca di Carlo Magno e risorto, dopo la propria dissoluzione nel corso dei secoli IX e X, ad opera di Ottone I (962). Il nuovo impero risultava ridimensionato rispetto a quello carolingio, poiché aveva perso la maggior parte della Francia e la propria influenza in Spagna, nell'Italia meridionale ed ai confini orientali. La sua struttura organizzativa, inoltre, era molto variata dall'VII secolo: il potere centrale era venuto meno, i vassalli, in seguito al capitolare di Quierzy ed alla constitutio de feudis, trasmettevano i propri poteri in linea ereditaria e non venivano più scelti personalmente dall'Imperatore.
L'Impero, dunque, aveva un carattere tutt'altro che unitario ed il potere dell'Imperatore si basava molto sul suo carisma e sui suoi possedimenti personali. Sebbene la carica imperiale fosse elettiva, poiché i monarchi erano eletti dalla dieta di tutti i feudatari, alcune famiglie, come gli Hohenstaufen, riuscirono a garantirsi la trasmissione ereditaria del titolo. Succedeva altre volte, invece, che scoppiassero addirittura guerre per l'ottenimento del titolo, come quella tra Guelfi e Ghibellini, scoppiata alla fine del XII secolo ed estesasi anche a Francia e Inghilterra.

## Il Papato
I territori papali, nel Medioevo, non costituivano il centro delle attenzioni del papa. Come guida della Cristianità, infatti, egli cercava di ottenere il controllo su tutte le decisioni della politica europea (alcuni esempi sono le crociate ed il fenomeno della pace di Dio) e, per far ciò, doveva necessariamente essere riconosciuto come autorità suprema nel continente. Il soglio di Pietro, in questo periodo, venne occupato da personalità come papa Gregorio VII, autore del Dictatus Papae, documento che riconosceva al pontefice l'autorità suprema su tutti i Cristiani, le prerogative di incoronare e deporre imperatori e monarchi ed il controllo assoluto sulla Chiesa, Innocenzo III, pontefice teocratico per antonomasia, e Bonifacio VIII, l'ultimo energico assertore della supremazia temporale del pontefice.
L'autorità papale poggiava prima di tutto sul prestigio spirituale, poi sul potere di scomunica e di interdetto (strumenti efficacissimi all'epoca) ed in ultimo luogo sulla debolezza dell'autorità imperiale, l'unica che, per prestigio e per forza reale, potesse competere con quella papale. I papi, inoltre, poterono sempre contare sulla frammentazione dei territori del Nord Italia (che, come tutti quelli imperiali, erano divisi in una miriade di feudi e di comuni) e sulle lotte di potere interne all'Impero.

## Le cause del conflitto

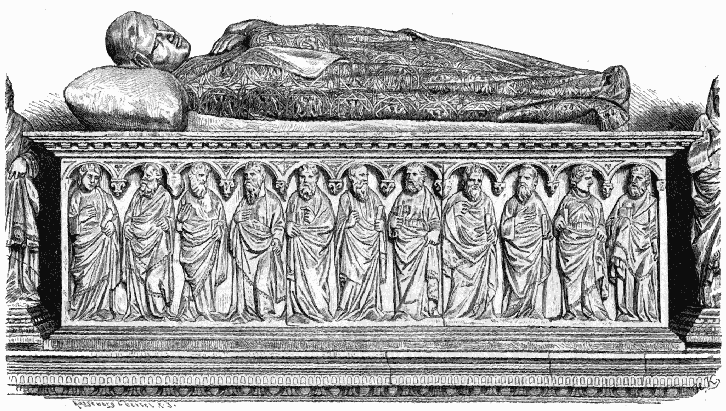
Sarcofago di Enrico VII di Lussemburgo (disegno)

Papato e Impero si scontrarono in un conflitto che, con numerose interruzioni, si protrasse dal 1075 al 1313, ovvero dall'emanazione del Dictatus Papae di Gregorio VII alla morte di Enrico VII di Lussemburgo, l'ultimo imperatore che abbia tentato di imporre la propria autorità in Italia. Da quel momento in poi, i due poteri entrarono in crisi e non tornarono più ad avere lo stesso potere e lo stesso prestigio del periodo basso medievale.

### La lotta per le investiture

Gregorio VII, Enrico IV e Matilde di Canossa

Il primo motivo di scontro tra papato e impero fu la questione dei vescovi-conti imperiali. Da sempre nell'Impero i vescovi avevano ricevuto in beneficio terre e le proprietà della Chiesa erano state ingenti. Gli Ottoni decisero di sfruttare questi ecclesiastici per recuperare ciò che era sembrato perso per sempre con la constitutio de feudis, cioè la possibilità per il sovrano di riottenere il pieno controllo del feudo alla morte del feudatario. I vescovi, infatti, secondo i nuovi rigidi dettami della riforma gregoriana, non avrebbero potuto mettere al mondo eredi (veniva quindi imposto definitivamente il celibato ecclesiastico) e, di conseguenza, avrebbero garantito che il feudo, alla morte del beneficiario, tornasse all'imperatore.
I sovrani, tuttavia, non si volevano limitare all'investitura feudale dei prelati, ma si arrogavano anche il diritto di concedere i titoli ecclesiastici, incarico che, secondo i dettami della Chiesa riformata, sarebbe dovuto spettare solo al Papa. I due poteri, quindi, si scontrarono violentemente sulla questione. Il protagonista dello scontro fu l'imperatore Enrico IV che, per via dell'aperto conflitto col pontefice, fu addirittura scomunicato e costretto ad umiliarsi davanti al Papa presso il castello di Canossa pur di vedersi rimettere l'anatema.
Si raggiunse un compromesso solo nel 1122, col Concordato di Worms, accordo secondo il quale l'imperatore avrebbe avuto il compito esclusivo di concedere il beneficio, mentre il Papa avrebbe avuto la prerogativa esclusiva di assegnare il titolo vescovile.

### La donazione di Costantino

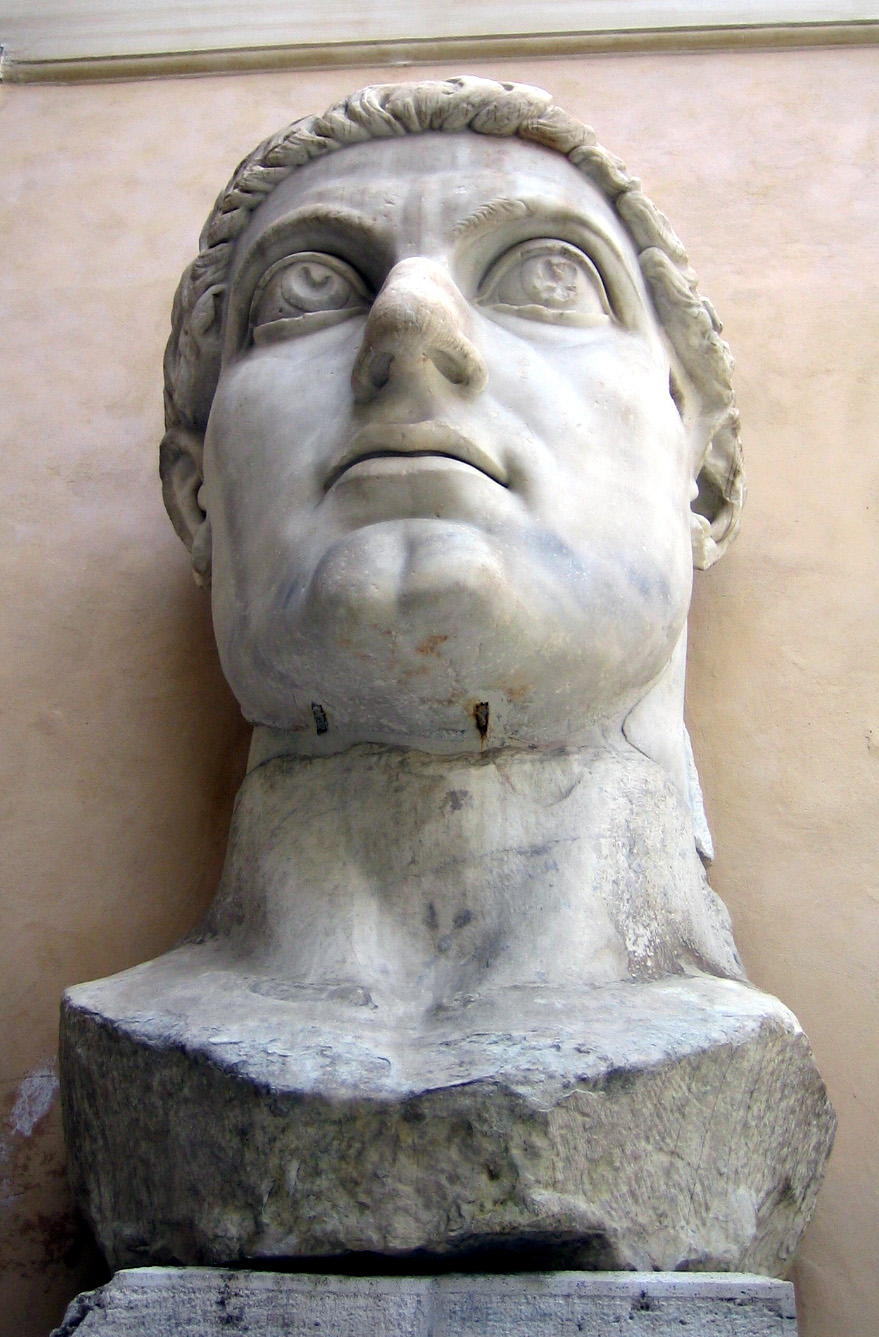
L'imperatore Costantino I

L'altra principale causa del perenne conflitto tra i due poteri universali fu la donazione di Costantino, un presunto atto dell'imperatore Costantino I in cui era scritto che l'imperatore romano, trasferendo la propria corte da Roma a Costantinopoli, avrebbe fatto dono al papato di tutte le terre occidentali dell'Impero Romano.
L'atto, un falso smascherato solo nel Rinascimento dall'umanista Lorenzo Valla, consegnava di fatto la sovranità legittima sull'Europa occidentale dall'imperatore al papa e, di conseguenza, offriva al pontefice l'occasione di dichiararsi superiore all'autorità imperiale in quanto concessore di un beneficio. Il Sacro Romano Impero, secondo quest'ottica, sarebbe stato da considerarsi vassallo della Chiesa. Questa visione, naturalmente, fu rigettata in pieno dalla cancelleria imperiale.

### Teoria del Sole e della Luna
Il principale terreno di scontro ideologico tra papato e impero furono le due diverse concezioni del potere delle due autorità. Se gli imperatori si professarono sempre i legittimi eredi del potere di Roma e quindi legittimati a governare l'intera Cristianità, i papi risposero sostenendo di essere superiori a ogni potere laico in quanto vicari del Cielo sulla Terra e depositari della luce di Dio. La formula coniata per rappresentare questa situazione fu la teoria del Sole e della Luna: come nel cielo il Sole brilla di luce propria e la Luna di luce riflessa, così anche il papa, brillando della luce di Dio, l'unica originale, concederebbe all'imperatore, sovrano terreno, parte del lume divino facendolo brillare di luce riflessa.
Gli imperatori, ovviamente respinsero questa pretesa ed elaborarono un'altra concezione, la cosiddetta teoria dei due Soli, secondo la quale papato e impero avrebbero avuto pari dignità, ma in ambiti diversi: la Chiesa avrebbe avuto il primato spirituale, mentre l'Impero quello temporale. Fu la prima teorizzazione della separazione tra Stato e Chiesa e fu enunciata anche da Dante nel De Monarchia e nella Divina Commedia (Purgatorio, canto XVI).